# Incidente del Lockheed L-188 Electra di Trans Service Airlift del 1995
Il 18 dicembre 1995, un Lockheed L-188 Electra di Trans Service Airlift precipitò poco dopo il decollo dall'aeroporto internazionale Kinshasa N'Djili, Kinshasa, nella provincia di Cuando Cubango, in Angola. A bordo si trovavano 144 persone: 5 membri dell'equipaggio e 139 passeggeri. Solo tre di loro sopravvissero allo schianto: il copilota e due passeggeri. Le indagini appurarono che l'aereo era stato sovraccaricato e trasportava circa 40 persone più del limite dell'aereo.

## L'aereo
Il velivolo coinvolto era un Lockheed L-188 Electra, marche 9Q-CRR, numero di serie 1008. Fu costruito nel 1959 e volò per la prima volta il 13 agosto dello stesso anno. Il primo codice di registrazione dell'aeromobile era N5539 e il primo proprietario era l'americana Eastern Air Lines, che lo ricevette il 28 agosto. Il 9 settembre, ricevette il certificato di aeronavigabilità. Il 15 dicembre 1968, l'aereo fu acquisito dalla Líneas Aéreas Paraguayas, dove ricevette il numero di registrazione ZP-CBZ. Il 18 febbraio 1994, la New ACS divenne il nuovo proprietario. L'azienda cambiò nome alla fine dell'anno in Trans Service Airlift, con hub presso l'aeroporto internazionale Kinshasa N'Djili. Il numero di registrazione fu cambiato in 9Q-CRR.

## L'incidente
Il velivolo precipitò a sole 3 miglia dall'aeroporto, poco dopo il decollo. Sul luogo dell'incidente furono rinvenuti cinque sopravvissuti: il copilota e quattro passeggeri. Furono trasportati agli ospedali di Kinshasa; i passeggeri, gravemente ustionati, vennero trasferiti nel centro di terapia intensiva di Ngaliema, dove due di loro morirono. In totale, in 141 persero la vita nell'incidente. Il disastro rimane, al 2024, il peggior incidente aereo in Angola.
Poco dopo il disastro, l'UNITA riferì che l'aereo era stato noleggiato per trasportare rifugiati, principalmente donne e bambini, dalla regione di Jamba, colpita dalla siccità, ad altre regioni del paese. In risposta, il ministro dei trasporti dello Zaire dichiarò che invece l'aereo era partito da Kinshasa e trasportava persone verso le miniere di diamanti angolane.

## Le indagini
L'aereo, con 139 passeggeri e cinque membri dell'equipaggio, trasportava quaranta persone in più di quanto l'aereo fosse progettato per il trasporto, senza tener conto del peso dei bagagli. Si schiantò due minuti dopo il decollo. Alcuni rapporti ipotizzano che il carico potrebbe essere scivolato verso il retro dell'aereo, causando uno squilibrio e la successiva caduta.
I primi rapporti degli ufficiali zairi affermavano che l'aereo si era schiantato vicino a Cahungula, nella provincia di Lunda Nord, mentre trasportava minatori dalla capitale dello Zaire, Kinshasa.